# Metopeurum millefolii
Metopeurum millefolii är en insektsart. Metopeurum millefolii ingår i släktet Metopeurum och familjen långrörsbladlöss. Inga underarter finns listade i Catalogue of Life.